# Cataglyphis bombycinus
Cataglyphis bombycinus är en myrart som först beskrevs av Julius Roger 1859.  Cataglyphis bombycinus ingår i släktet Cataglyphis och familjen myror.

## Underarter
Arten delas in i följande underarter:
- C. b. bombycinus
- C. b. bruneipes
- C. b. sinaiticus

## Bildgalleri

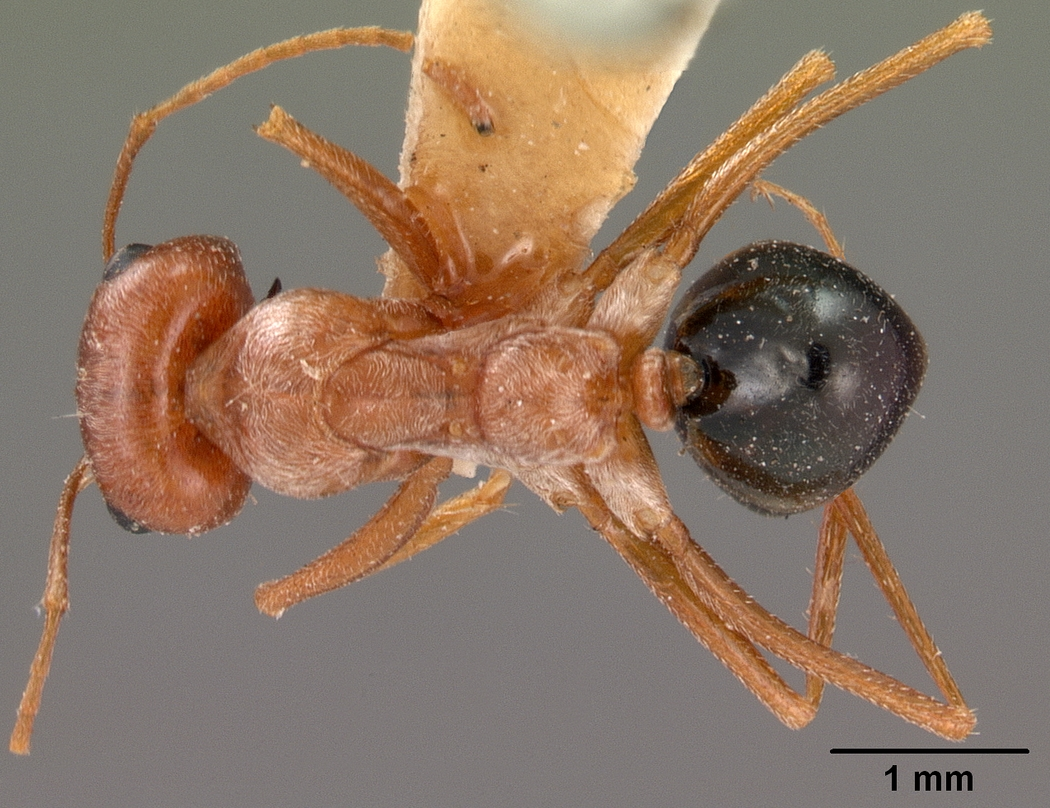
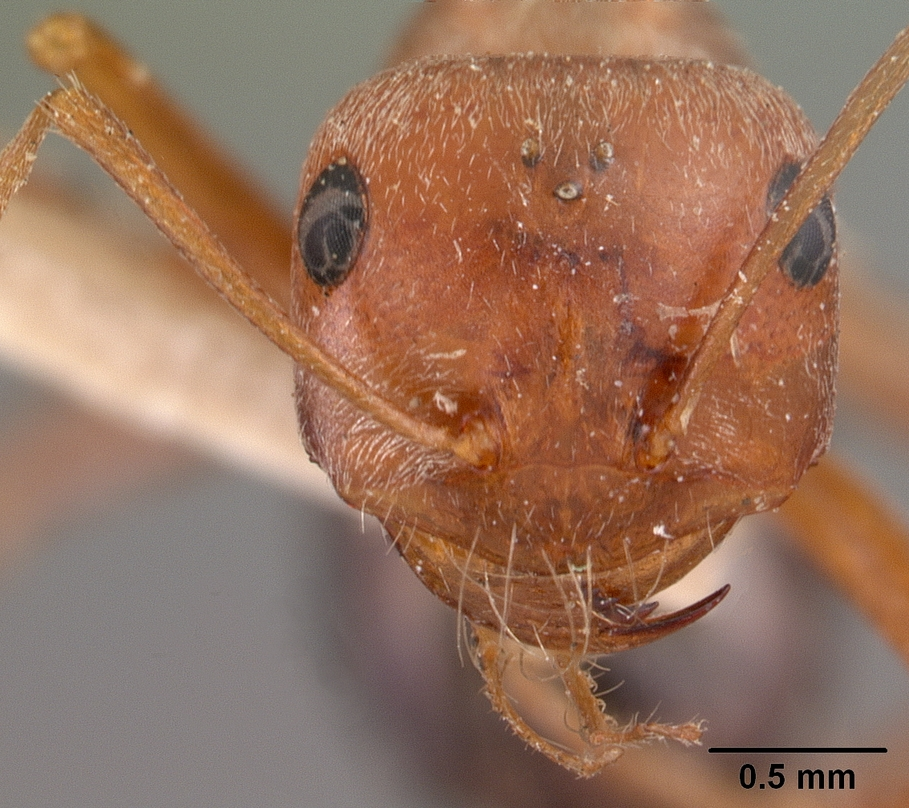
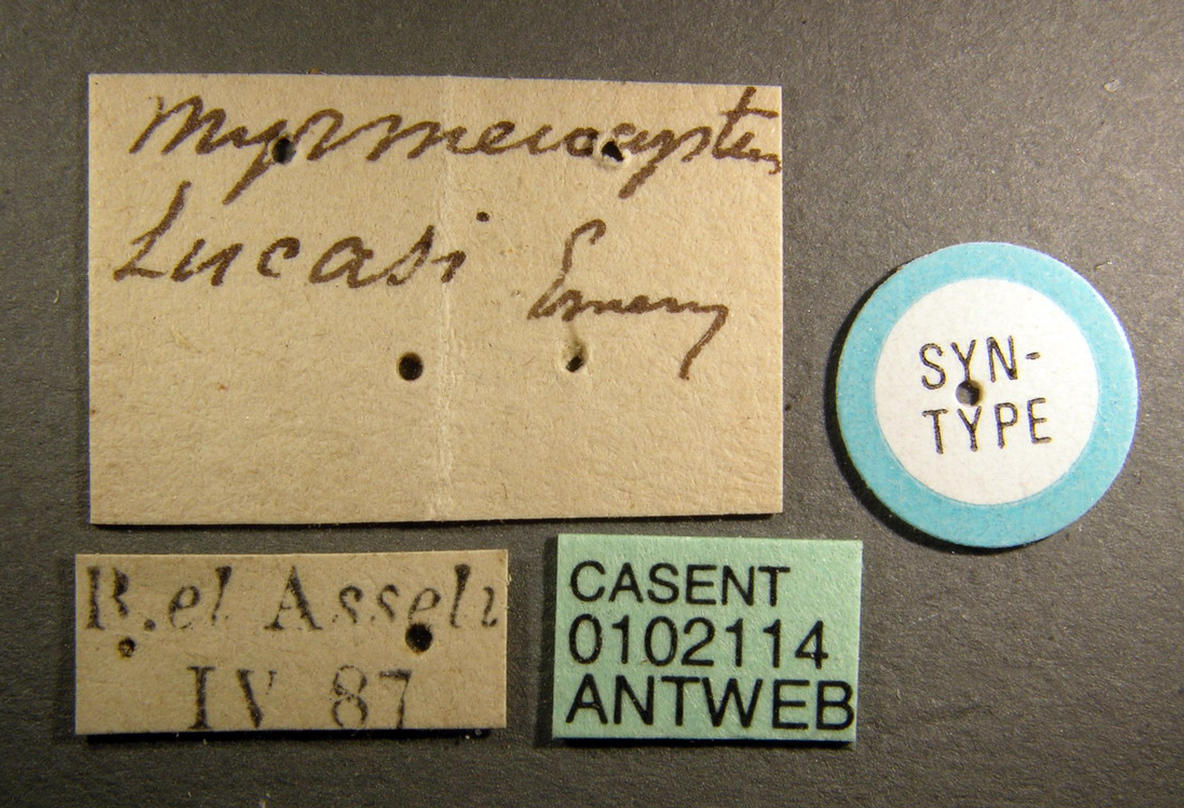
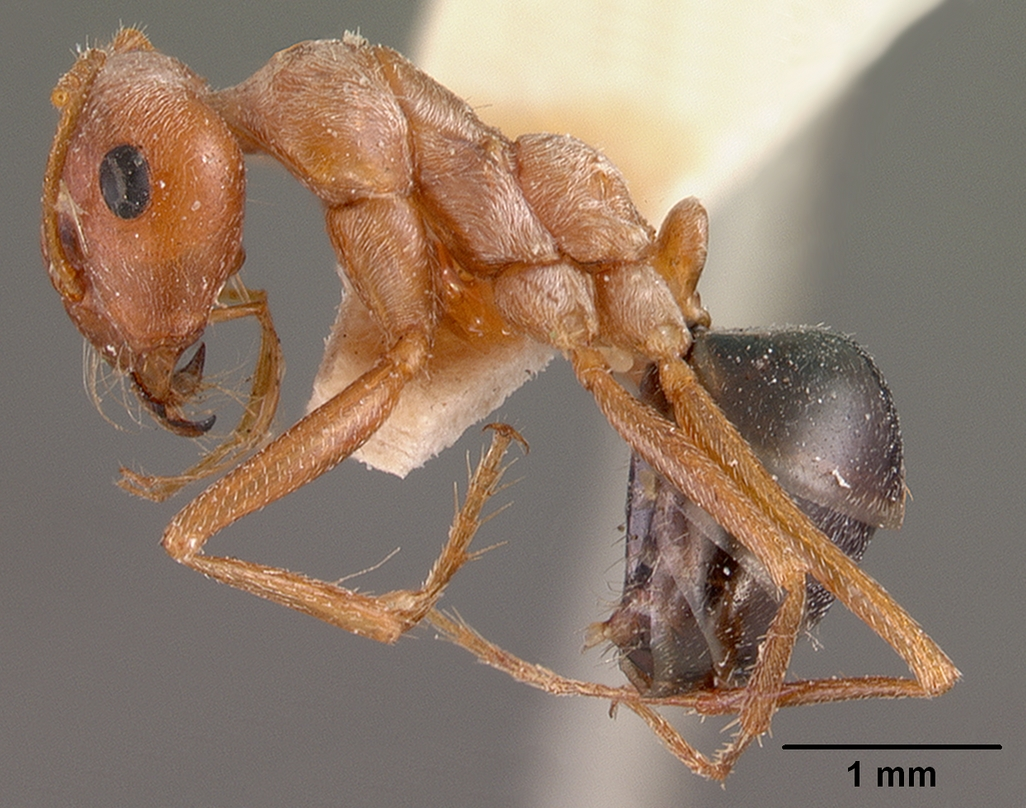
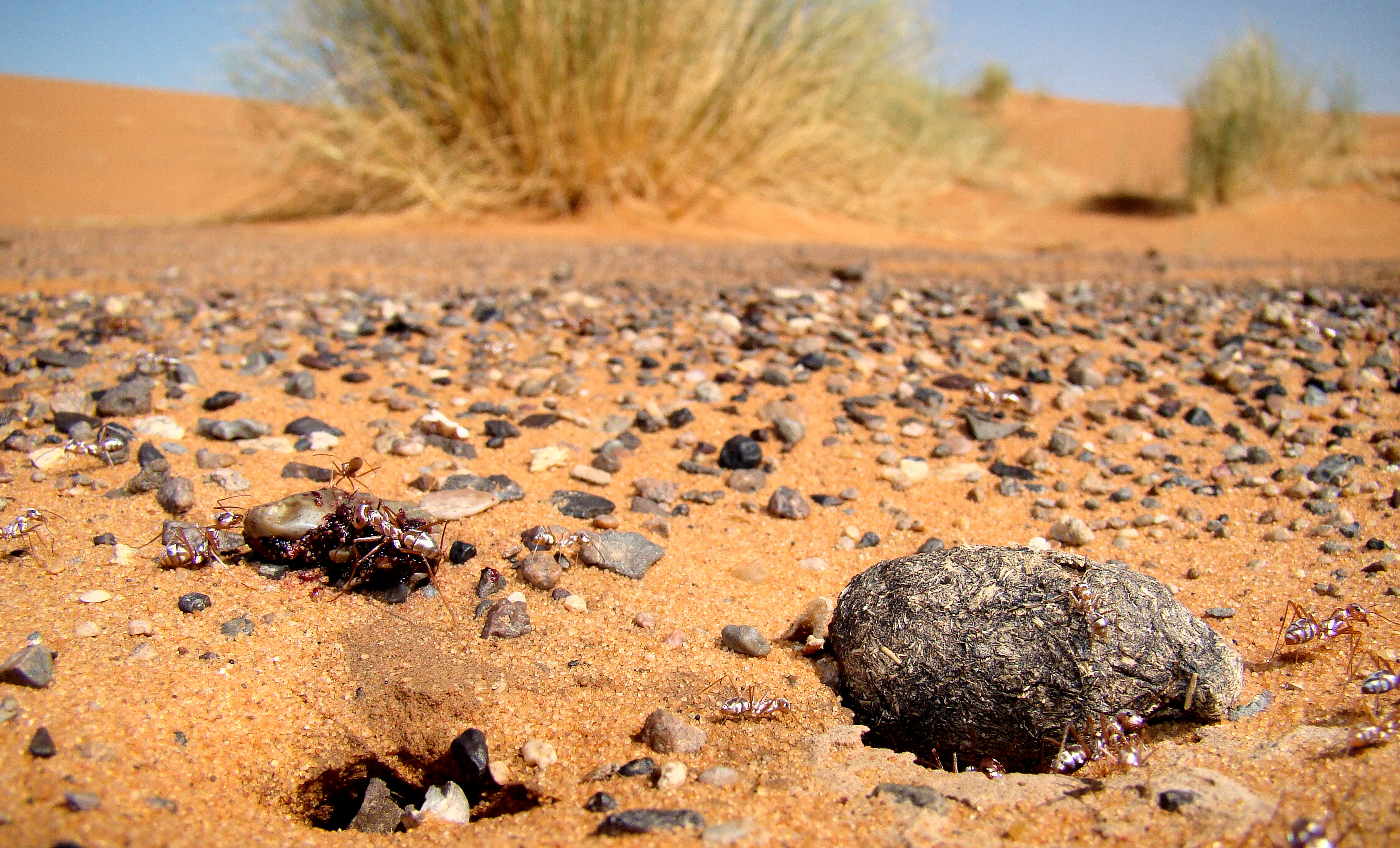
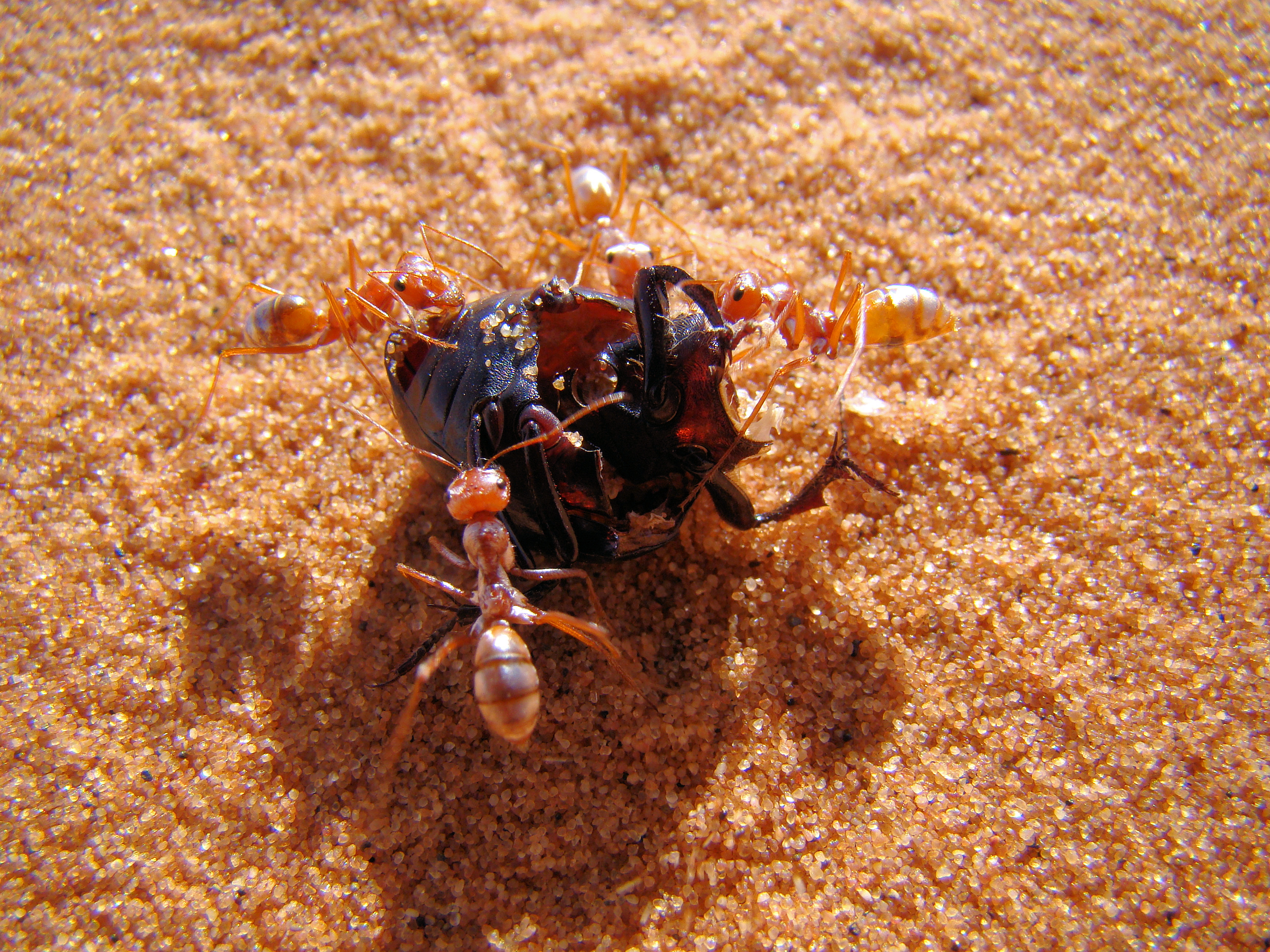